# Nikápoly
Nikápoly, bolgárul: Никопол (Nikopol), város Bulgária északi részén, a Duna jobb partján. Vele szemközt a Duna túlsó partján Turnu Măgurele román város fekszik.

## Története

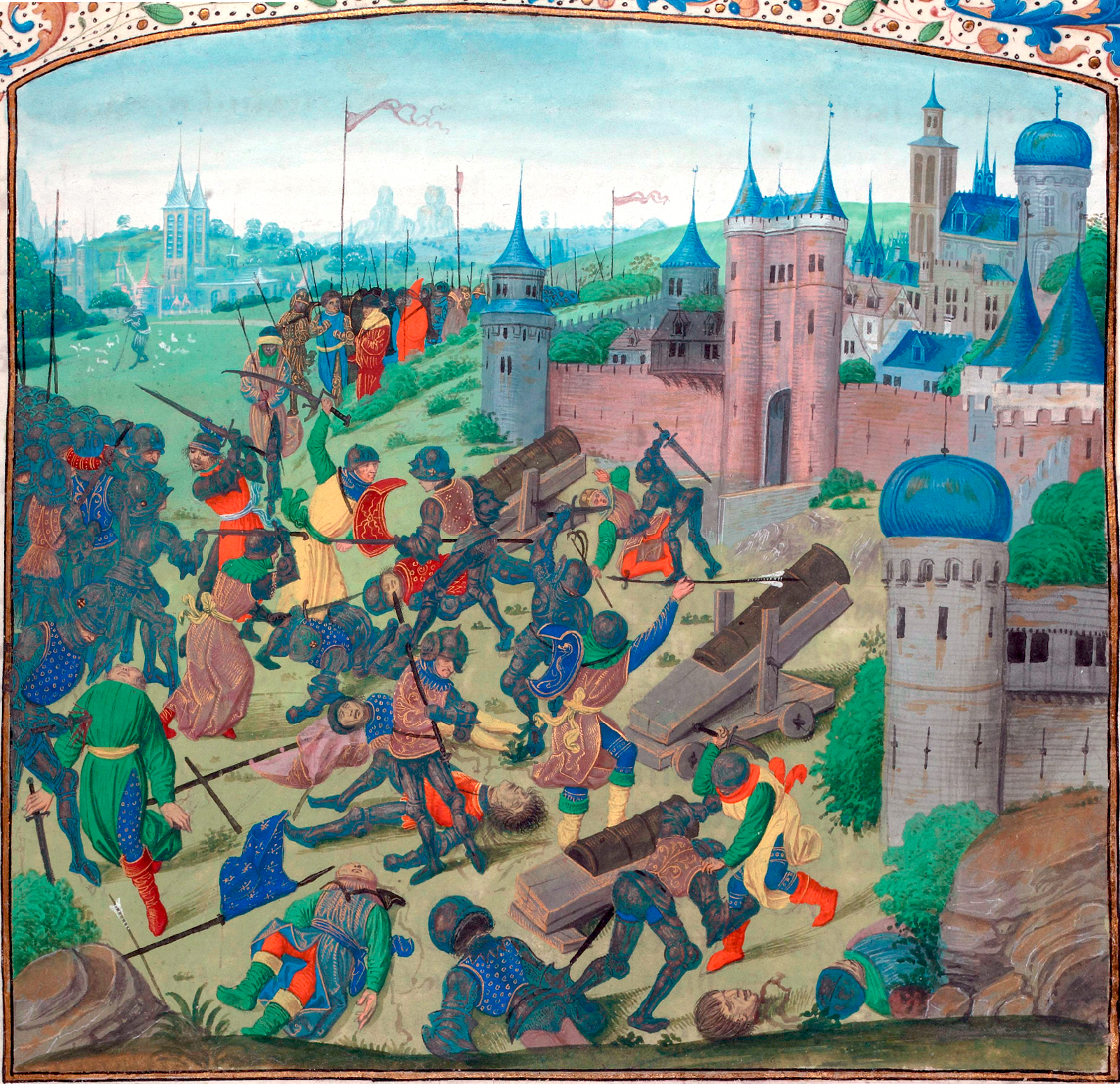
A nikápolyi csata, Jean Froissart miniatűrje a Flandriai Krónikában

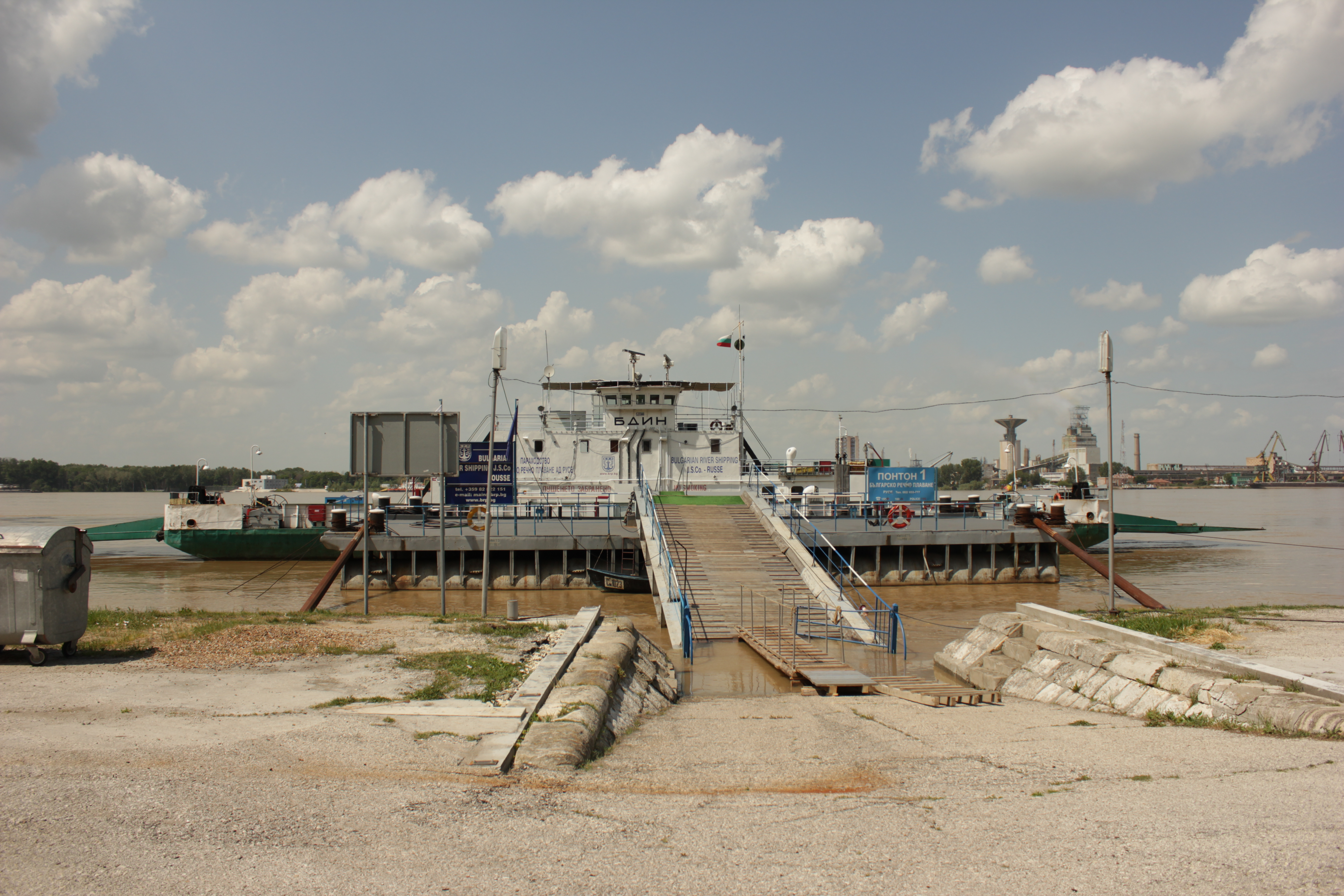
Komp 2014-ben

A várost Hérakleiosz bizánci császár alapította 629-ben, a perzsák felett aratott győzelem emlékére; ezért került a város nevébe a Niké (győzelem) szó. 1395-ben a Duna feletti várba zárkózott be az utolsó tarnovói bolgár cár, Iván Sisman a törökök elől, de megadásra kényszerült. 1366-ban I. Lajos király legyőzött egy török sereget Nikápolynál. 1396. szeptember 25-én a nikápolyi csatában a Luxemburgi Zsigmond, I. János burgundi herceg és Öreg Mircse által vezetett keresztes sereg vereséget szenvedett I. Bajazid szultántól. 1598-ban Vitéz Mihály havasalföldi fejedelem győzelmet aratott a törökökön.
A török hódoltság idején a 40 000 fős Nikápoly a Duna-mente legjelentősebb török városává vált. Az 1806–12-es orosz-török háborúban a várost lerombolták, ezért a közigazgatást és a katonai parancsnokságot Vidinbe helyezték át. 1877. július 13-án az oroszok megtámadták, és három napi ostrom után elfoglalták.

## Közlekedés
2010-ben adták át Bojko Boriszov és Emil Boc miniszterelnökök a Nikopol és Turnu Măgurele között közlekedő kompot. A 10 millió eurós beruházás eredményeképpen a két kompkikötő közötti távot 8–15 perc alatt teszik meg a komphajók. Egy 2013-as Világbank-tanulmány szerint ez lenne az optimális hely a Románia és Bulgária közötti harmadik Duna-híd számára.

## Látnivalók
- Elia kútja, római eredetű kövekből épült, kora ismeretlen
- a vár romjai
- Szv. Petar (Szent Péter) templom, 12.-13. század
- Vázneszenie Marijino (Mária mennybemenetele) templom, 19. század eleje